# تيدي بويز
كانت التيدي بوي (Teddy Boys) أو التيدس (Teds) ثقافة فرعية بريطانية بشكل رئيسي من الشباب الذين يرتدون ملابس مستوحاة جزئيًا من الأنماط التي ارتداها المتأنقون في الفترة الإدواردية، والتي حاول خياطو Savile Row إعادة إدخالها في بريطانيا بعد الحرب العالمية الثانية.

## التاريخ

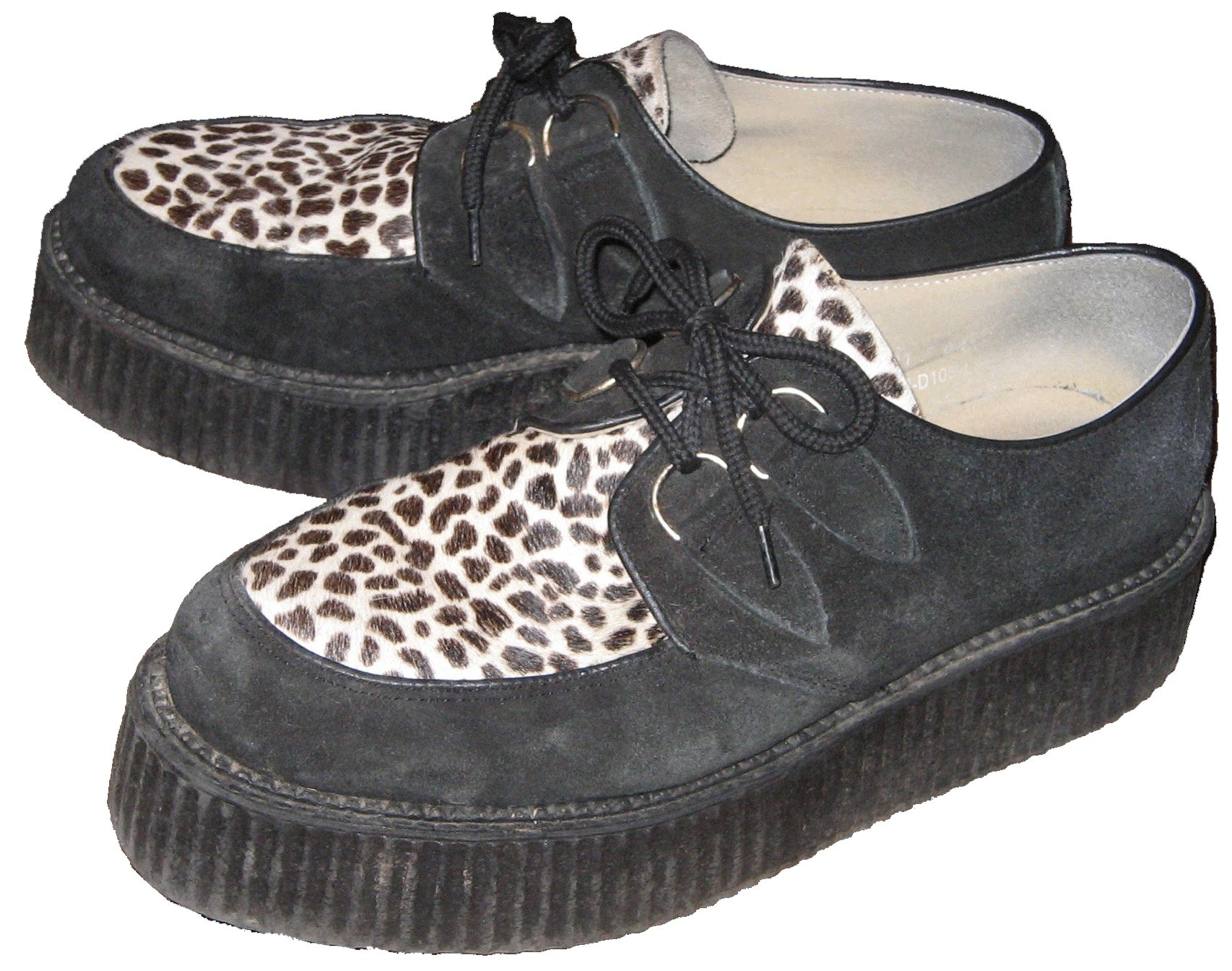
قنادر الجلد المدبوغ السوداء النموذجية المألوفة خلال الخمسينيات

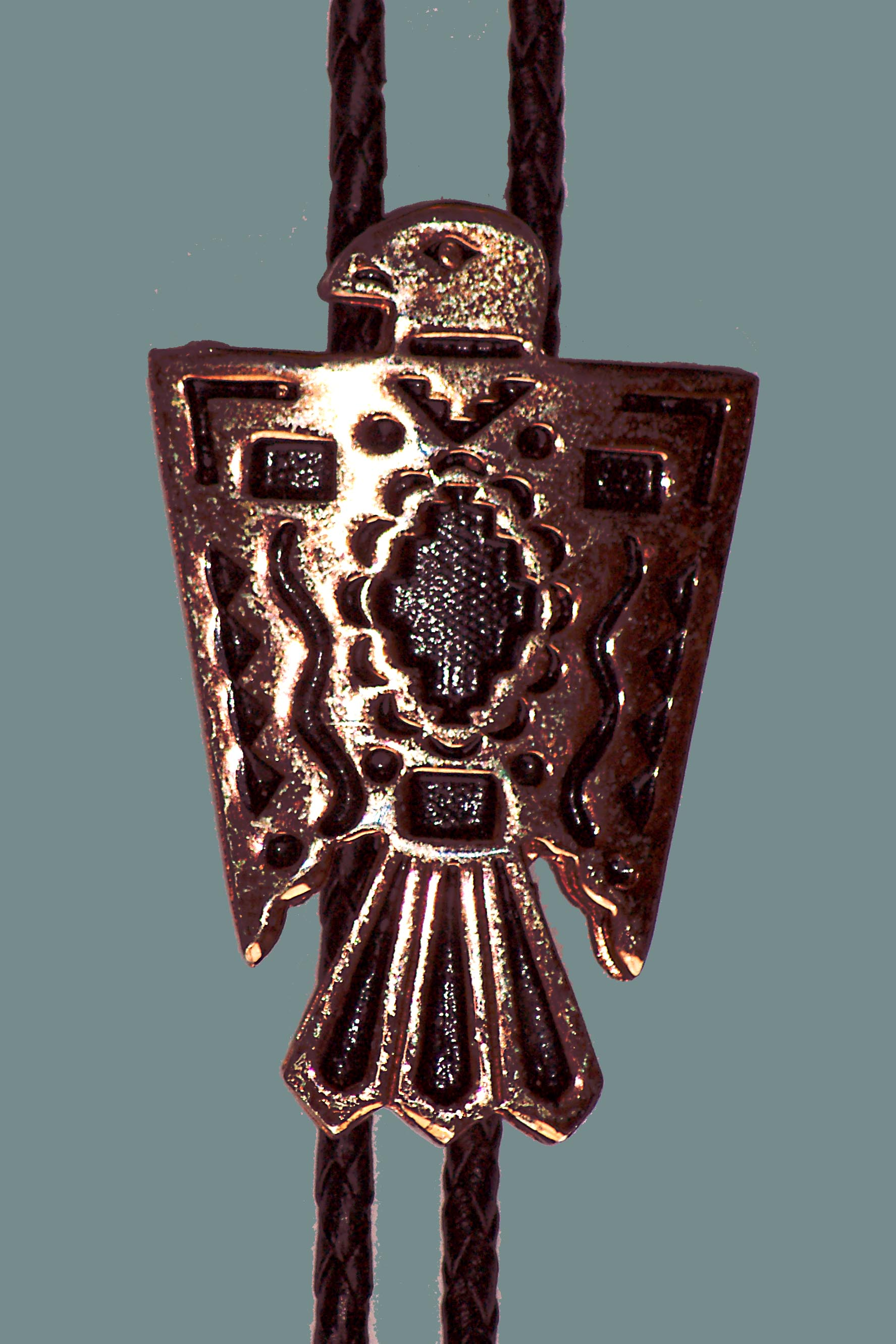
رابط بولو يتميز بتصميم أمريكي أصلي

هي ظاهرة بريطانية بشكل أساسي،  بدأت ثقافة تيدي بوي الفرعية بين المراهقين في لندن في أوائل الخمسينيات، وانتشرت بسرعة في جميع أنحاء المملكة المتحدة، وأصبحت مرتبطة بقوة بموسيقى الروك أند رول الأمريكية. بعد الحرب العالمية الثانية، كان الشباب الذكور في العصابات الجانحين الذين تبنوا أزياء العصر الإدواردي يُعرفون أحيانًا باسم Cosh Boys ،  ولكن تم صياغة اسم تيدي بوي عندما اختصر عنوان صحيفة ديلي إكسبرس في 23 سبتمبر 1953 عنوان الإدواردي إلى تيدي. ومع ذلك، فقد تم استخدام المصطلح سابقًا في إنجلترا الإدواردية للإشارة إلى أعضاء الجيش الإقليمي (انظر على سبيل المثال The Swoop! الذي كتبه PG Wodehouse في عام 1909).
في بريطانيا ما بعد الحرب، استمر التقنين في التأثير على صناعة الأزياء، وابتكر خياطون الرجال في وسط لندن أسلوبًا يعتمد على الملابس الإدواردية على أمل البيع للضباط الشباب الذين يتم حرمانهم من الخدمات. ومع ذلك، فإن الأسلوب - الذي يتميز بنطلون مدبب، وسترات طويلة مشابهة لبدلات الحيوانات الأمريكية بعد الحرب، والصدريات الفاخرة - لم يكن شائعًا في السوق المستهدف، تاركًا الخياطين مع أكوام من الملابس غير المباعة والتي تم بيعها بسعر رخيص للملابس الرجالية. المحلات التجارية في أماكن أخرى في لندن. بينما كان هناك بعض الأثرياء - «ازدراء فخم من الطبقة العليا لحكومة العمال ما بعد الحرب ورسالتها للتقشف»  - كان في الغالب شباب الطبقة العاملة في الضواحي الذين تبنوا وعدلوا المظهر (" spiv " وكما عجّلت جمعيات الصبية الرافضين للطبقة المتوسطة بالرفض)، وحوالي عام 1952، بدأ ظهور ما أصبح أسلوب «تيدي بوي»، وانتشر تدريجيًا عبر بريطانيا.
على الرغم من وجود مجموعات شبابية لها قواعد ملابس خاصة بها تسمى scuttlers في مانشستر وليفربول في القرن التاسع عشر،  تيدي بويز أول مجموعة شبابية في بريطانيا تميز نفسها كمراهقين، مما يساعد على إنشاء سوق للشباب. وضع فيلم Blackboard Jungle في الولايات المتحدة علامة فاصلة في المملكة المتحدة. عندما ظهر في سينما الفيل والقلعة، جنوب لندن عام 1956، بدأ جمهور فتى تيدي في الشغب، وتمزيق المقاعد والرقص في ممرات السينما. بعد ذلك، وقعت أعمال شغب أخرى في جميع أنحاء البلاد حيث تم عرض الفيلم.
وتشكل بعض عصابات تيدي واكتسبت سمعة سيئة بعد اشتباكات عنيفة مع عصابات شبابية متنافسة وكذلك هجمات غير مبررة على المهاجرين. كانت أبرز الاشتباكات هي أعمال الشغب العرقية لعام 1958 في نوتينغ هيل، حيث كان فتية تيدي حاضرين بأعداد كبيرة وكان متورطًا في هجمات على مجتمع غرب الهند. ووفقًا لتقارير صدرت بعد عقود من أعمال الشغب، فإن "فتيان تيدي مسلحين بقضبان حديدية وسكاكين الجزار وأحزمة جلدية ثقيلة الوزن" شاركوا في الغوغاء من "300 إلى 400 فرد" الذين استهدفوا السكان السود، في ليلة واحدة فقط تاركين "خمسة رجال أسود يكذبون" فاقدًا للوعي على أرصفة نوتينغ هيل ".

## الأسلوب

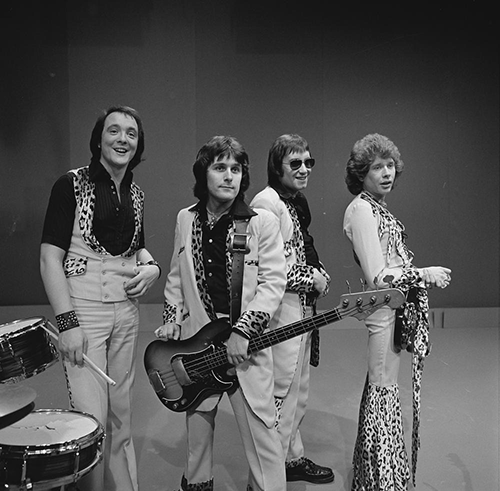
أمثلة على ملابس تيدي بوي التي يرتديها Ray Stiles و Les Grey من فرقة موسيقى الروك جلام من السبعينيات من الطين: سترات الستارة وزواحف بيت الدعارة وسراويل الصرف (المصدر: AVRO)

شملت ملابس التيدي سترات مثنية التي يرتديها مجموعات الشيكانو والأميركيين الأفارقة، وعادة في ظلال الظلام، وأحيانا مع طوق مخملي، وسروال "drainpipe" عالي الخصر. تضمن الزيّ أيضًا قميصًا أبيض فضفاضًا بياقة عالية العنق (يُعرف باسم السيد بي ، لأنه غالبًا ما يرتديه موسيقي الجاز بيلي إيكستين). كانت الملابس في الغالب مصممة خصيصًا على نفقة كبيرة، ويتم دفعها على أقساط أسبوعية.
وشملت الأحذية المفضلة من أوكسفورد مصقولة للغاية، وبروغ مكتنزة، والأحذية من كريب سوليد، وغالبا ما تكون من جلد الغزال. تضمنت تسريحات الشعر المفضلة شعر طويل مصبوب بقوة مصقول مع خصلة في المقدمة والجانب ممشط إلى الخلف.

### فتيات تيدي
فتيات تيدي (وتسمى أيضا Judies)  يرتدين التنانير، مثل تنورة هابل وضفائر طويلة، والأحذية المسطحة، والسترات المصممة مع الياقات المخملية، والقبعات القشية، القبعات الحمالة والطويلة الأنيقة. في وقت لاحق، تبنوا الموضات الأمريكية للسراويل القصيرة، والتنانير الدائرية الضخمة، والشعر على شكل ذيل الحصان.
لم يكن القصد من اختيار ملابس فتيات تيدي بشكل صارم التأثير الجمالي؛ كانت هؤلاء الفتيات يرفضن بشكل جماعي التقشف بعد الحرب. كانوا شابات من الطبقة العاملة من الأحياء الفقيرة في لندن. عادة ما يتركون المدرسة في سن 14 أو 15 ويعملون في المصانع أو المكاتب. تقضي فتيات تيدي الكثير من وقت فراغهم في شراء ملابسهم أو صنعها. نشأ أسلوبهم من أسلوب مغرور، وخيالي من بيوت الأزياء، والذي أطلق خطوط ملابس للأزياء الراقية تشبه مثيلاتها بالعصر الإدواردي.
تم نشر صورة التقطت بواسطة ليز هام بعنوان Teddy Girls بواسطة أويستر عن فتيات التيدي في عام 2009  ثم في مجلة آرت مونترال أستراليا في عام 2010.

## الموسيقى والرقص

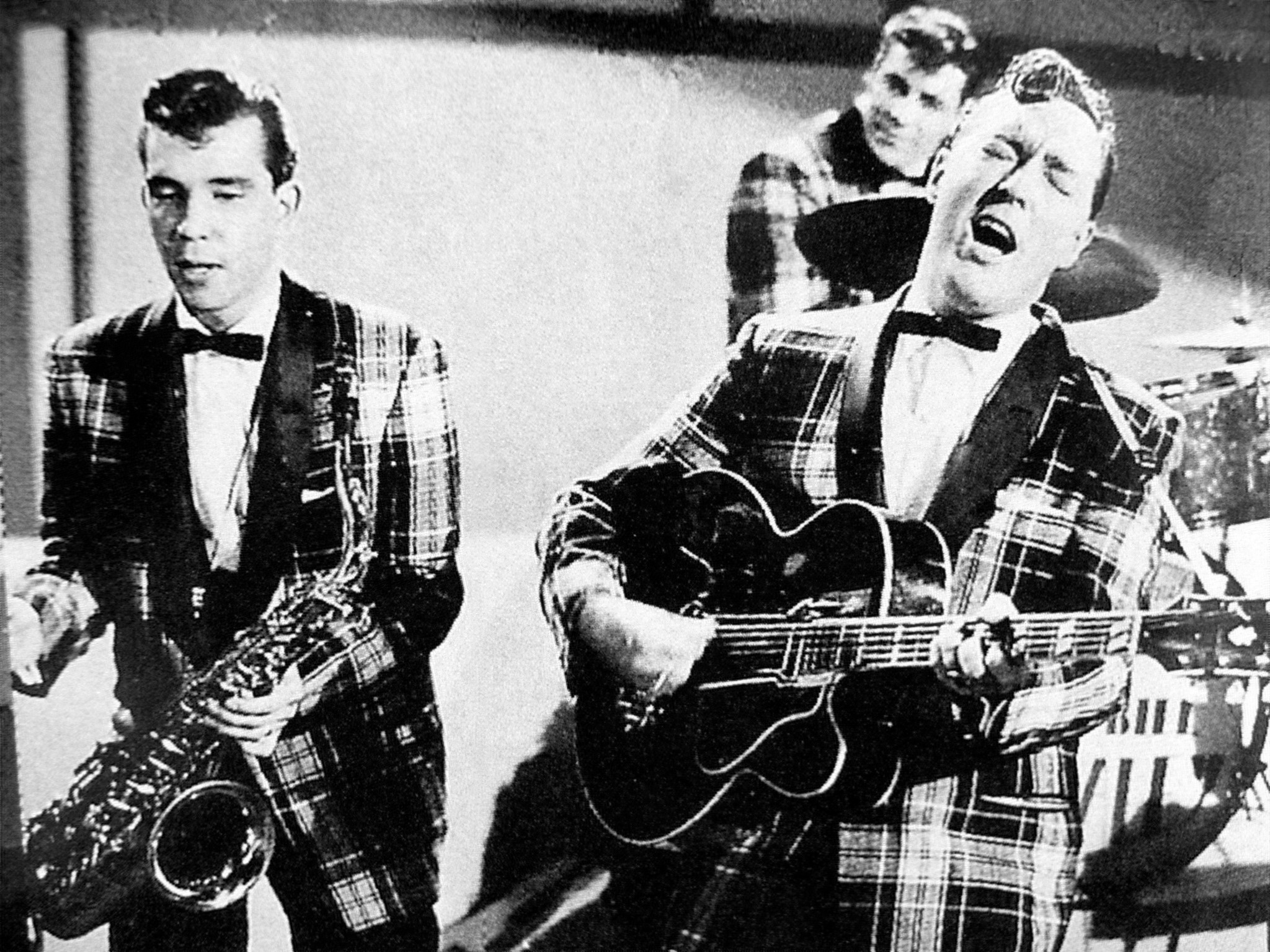
بيل هالي ورفاقه يرتدون سترات طوق شال ترتان مرتبطة بالثقافة الفرعية روكابيلي، 1956

على الرغم من أن فتية تيدي أصبحو مرتبطًون بموسيقى الروك آند رول، ولكن قبل ظهور هذا النوع، استمعو أيضًا ورقصوا على موسيقى البلوز، R & B ، موسيقى الجاز والموسيقى الخفيفة. كانت الرقصة المعروفة التي تبناها فتية تيدي هي The Creep ، وهي عبارة عن خلط عشوائي بطيء كان شائعًا جدًا لدرجة أنه أدى إلى نشوء لقبهم الآخر، Creepers . ظهرت أغنية "The Creep" في عام 1953 وتم كتابتها وتسجيلها لـ HMV من قبل زعيم الفرقة الكبيرة المولود في يوركشاير وعازف الساكسفون كين ماكينتوش. على الرغم من أن هذا لم يكن رقمًا قياسيًا في موسيقى الروك أند رول، إلا أنه كان مشهورا على نطاق واسع من قبل فتية تيدي في ذلك الوقت.
منذ عام 1955، تبنى فتية تيدي موسيقى الروك آند رول عندما عرض فيلم Blackboard Jungle لأول مرة في دور السينما في المملكة المتحدة،  وبدأوا في الاستماع إلى فنانين مثل Elvis Presley وBill Haley وEddie Cochran .
على الرغم من أنهم ليس كبارا مثل الأمريكيين، إلا أن فناني الروك أند رول البريطانيين مثل تومي ستيل ومارتي وايلد وكليف ريتشارد وجو براون أصبحوا مشهورين في ثقافة التيدي بوي، كما فعلت فرق ميرسيبيت مثل The Searchers وGerry و Pacemakers وThe Beatles .

## إحياء

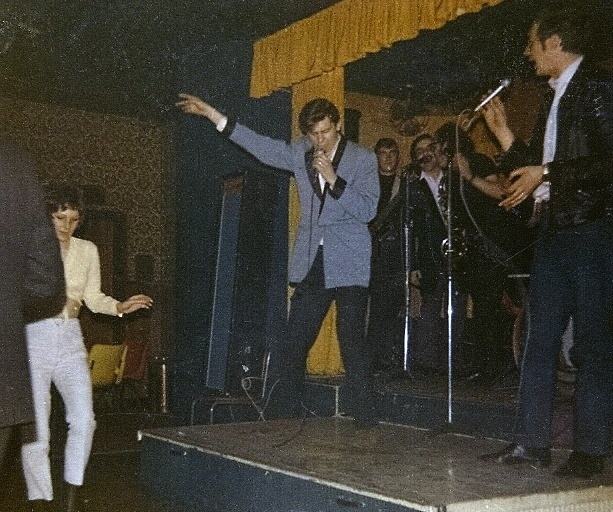
شاكين ستيفنز يرتدي سترة مثنية زرقاء ، عام 1970

قام جورج هاريسون وجون لينون بمحاكاة النمط مع فرقة البيتلز.
عاد الاهتمام بأزياء تيدي بوي من قبل فيفيان ويستوود ومالكولم ماكلارين من خلال متجرهما Let it Rock ، على طريق King's Road في لندن. اعتمد الجيل الجديد من التيدي بعض جوانب الخمسينات ولكن مع تأثير روك كبير، بما في ذلك الألوان المرتفعة للسترات الواقية من الزغب، وجوارب وقمصان الساتان اللامعة التي يتم ارتداؤها برباطات الجينز، والأحزمة الكبيرة ذات الإبزيم. غالبًا ما كان فتية تيدي في السبعينيات يرتدون قصات شعر مبهرة متلألئة بالإضافة إلى مثبتات الشعر.  

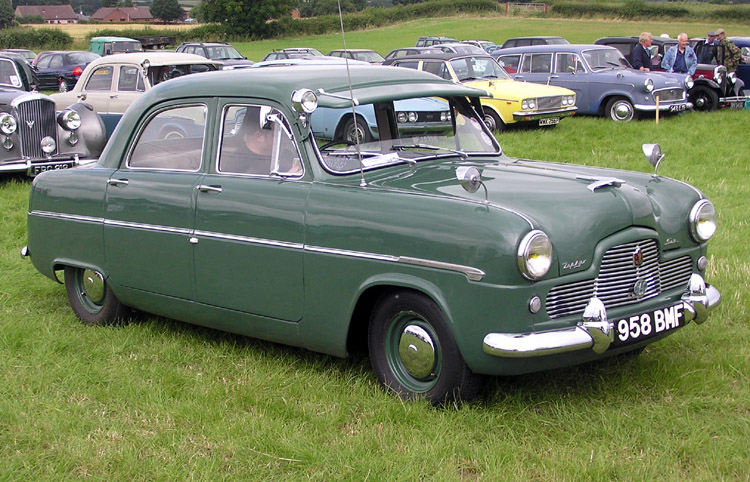
فورد زفير ، وهي مركبة مشهورة لـ لفتية تيدي

في أواخر الثمانينيات، كان هناك تحرك من قبل عدد من فتية تيدي لإحياء أسلوب تيدي للخمسينيات. في أوائل التسعينات، شكلت مجموعة لاحياء التيدي في منطقة توتنهام في شمال لندن. ركزت المجموعة على استعادة الأسلوب الذي شعروا أنه أصبح محبطًا من فرق موسيقى البوب / جلام و Mud في السبعينيات.

## روابط خارجية
- إدواردي تيدي بوي .
- سرد لكونها فتاة تيدي في 1950s لندن. مقابلة بالفيديو